# Albert Canet
Henry Albert Canet (Londres, 17 de abril de 1878 — Paris, 25 de julho de 1930) foi um tenista francês. Medalhista olímpico de bronze em duplas e duplas mistas, em 1912.